# Вятровець (Вармінсько-Мазурське воєводство)
Вятровець (пол. Wiatrowiec, нім. Wöterkeim) — село в Польщі, у гміні Семпополь Бартошицького повіту Вармінсько-Мазурського воєводства.
Населення — 342 особи (2011).

## Демографія
Демографічна структура станом на 31 березня 2011 року:
|          | Загалом | Допрацездатний вік | Працездатний вік | Постпрацездатний вік |
| -------- | ------- | ------------------ | ---------------- | -------------------- |
| Чоловіки | 167     | 41                 | 120              | 6                    |
| Жінки    | 175     | 39                 | 107              | 29                   |
| Разом    | 342     | 80                 | 227              | 35                   |